# Centrolobium robustum
Centrolobium robustum är en ärtväxtart som först beskrevs av Vell., och fick sitt nu gällande namn av George Bentham. Centrolobium robustum ingår i släktet Centrolobium och familjen ärtväxter. Inga underarter finns listade i Catalogue of Life.